# Gilia reticulata
Gilia reticulata är en nässeldjursart som först beskrevs av Totton 1941.  Gilia reticulata ingår i släktet Gilia och familjen Abylidae. Inga underarter finns listade i Catalogue of Life.